# Lenin-museum (Tampere)
Het Lenin-museum (Fins: Lenin-museo) is een museum gewijd aan de Russische revolutionair en president Vladimir Lenin in de Finse stad Tampere. Het museum bevindt zich in het gebouw waar Lenin tijdens een conventie van de Russische Sociaaldemocratische Arbeiderspartij in 1906 voor het eerst Jozef Stalin ontmoette. Het museum ging open in 1946. Hoewel het in de beginjaren nog problemen had met het aantrekken van bezoekers werd het in de jaren 70 en 80 een populaire toeristische trekpleister voor mensen uit de Sovjet-Unie. Toen in 1993 het Leninmuseum van Moskou zijn deuren sloot was het voor een tijdje zelfs het enige museum gewijd aan Lenin. Sinds 2025 heet het museum Nootti en wordt er ook aandacht besteed aan de Russische inval in Oekraïne. 